# کلیسای هوهانس مقدس، تامبات
کلیسای هوهانس مقدس، تامبات (ارمنی: Սուրբ Հովհաննես եկեղեցի (Տամբատ)؛ انگلیسی: Tambat) یک کلیسا متعلق به کلیسای حواری ارمنی واقع در شهر تامبات، جمهوری خودمختار نخجوان جمهوری آذربایجان می‌باشد. ساخت و ساز این ساختمان در سده ۱۷ام میلادی؛ به پایان رسید. این بنا به سبک معماری ارمنی طراحی شده‌است.